# Герберт Цоллер
Герберт Цоллер (нім. Herbert Zoller; 19 травня 1919, Роттвайль — ?) — німецький офіцер-підводник, оберлейтенант-цур-зее крігсмаріне.

## Біографія
1 жовтня 1938 року вступив на флот. З жовтня 1940 по березень 1941 року пройшов курс підводника. З 8 травня 1941 року — вахтовий офіцер на підводному човні U-569. В липні-серпні 1942 року пройшов курс командира човна. З серпня 1942 року — вахтовий офіцер на U-3. З 1 жовтня 1942 по 16 травня 1943 року — командир U-3, з 10 липня 1943 по 9 травня 1945 року — U-315, на якому здійснив 11 походів (разом 265 днів у морі).
Всього за час бойових дій потопив 2 кораблі загальною водотоннажністю 8366 тонн.
| Дата            | Назва корабля                             | Тип               | Тоннаж | Вантаж | Екіпаж | Загинули | Країна             | Конвой  |
| --------------- | ----------------------------------------- | ----------------- | ------ | ------ | ------ | -------- | ------------------ | ------- |
| 22 березня 1945 | Empire Kingsley                           | Торговий пароплав | 6,996  | Баласт | 57     | 8        | Британська імперія | TBC-103 |
| 29 березня 1945 | HMCS Teme (K458) (невиправно пошкоджений) | Фрегат            | 1,370  |        | ?      | 4        | Канада             | BTC-111 |

## Звання
- Кандидат в офіцери (1 жовтня 1938)
- Морський кадет (1 липня 1939)
- Фенріх-цур-зее (1 грудня 1939)
- Оберфенріх-цур-зее (1 серпня 1940)
- Лейтенант-цур-зее (1 квітня 1941)
- Оберлейтенант-цур-зее (1 січня 1943)